# رضا محجوبی
رضا محجوبی (۱۲ دی ۱۲۷۶ خورشیدی – ۲۹ تیر ۱۳۳۳)، آهنگ‌ساز و نوازنده ویولن ایرانی بود. وی برادر بزرگتر مرتضی محجوبی بود.

## زندگی

### کودکی
وی در سال ۱۲۷۷ خورشیدی در تهران زاده شد. پدرش «عباسعلی ناظر» بود که نی می‌نواخت. مادرش «فخرالسادات» با نواختن پیانو آشنا بود و این علاقهٔ والدین به موسیقی باعث شد تا رضا محجوبی و برادرش مرتضی از همان کودکی با موسیقی آشنا شوند و آن را به عنوان حرفه و هنر خود پی بگیرند.

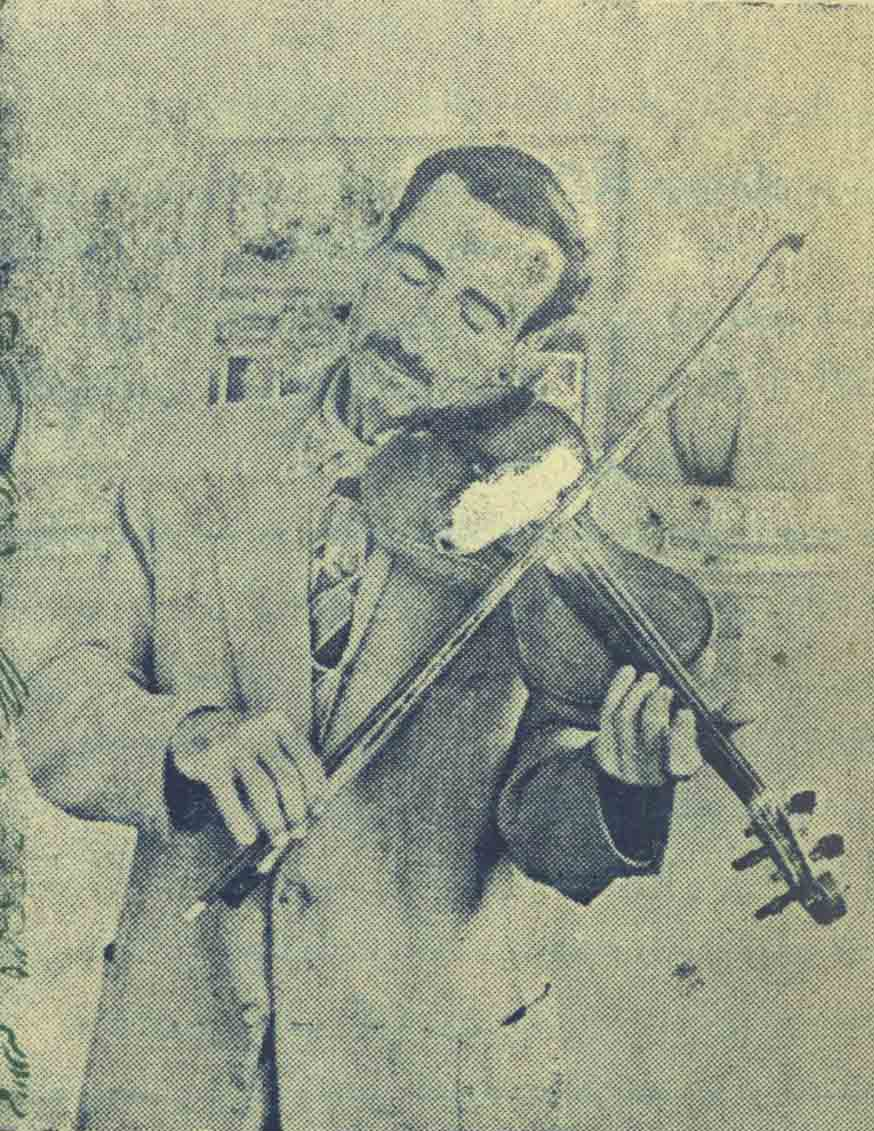
رضا محجوبی در حال نواختن ویلن

### استادان
نخستین استادش حسین هنگ آفرین از افسران موسیقی ارتش بود. پس از آن نزد ابراهیم آژنگ کار کرد ولی از آن روی که به یادگیری قواعد موسیقی چندان علاقه نداشت و بیش‌تر دوست داشت موسیقی را از راه گوش بیاموزد از ابراهیم آژنگ محروم شد و با شوق نزد حسین‌خان اسماعیل‌زاده استاد و نوازنده کمانچه رفت و برای چند سال از او که با کمانچه، ویولن را به شاگردانش می‌آموخت، بهره‌مند شد.

### نوجوانی و جوانی
پس از آن پدرش کافه‌ای را در خیابان لاله‌زار برپا کرد که او و برادرش در آنجا می‌نواختند و ساز او که در آن زمان ۱۶ سال بیش‌تر نداشت جالب توجه بود.
او در سن ۲۵ سالگی در تهران کلاسی برپا کرد و علاوه بر آموزش شاگردان، به اجرای کنسرت و آهنگ‌سازی نیز می‌پرداخت. در سال ۱۳۰۲ با درویش و عارف کنسرت‌هایی برگزار کرد که مورد استقبال قرار گرفت.
با این همه در ۲۴ سالگی به بیماری عصبی دچار شد و مورد مداوا قرار گرفت، ولی نظم و عادات یک انسان عادی جامعه را از دست داد. هرچند که دوستانش را خوب می‌شناخت و با آن‌ها گفتگو می‌کرد اما از موضوعاتی حرف می‌زد که قابل درک نبود. سید کریم امیری فیروزکوهی از دوستان نزدیکش بود. با این‌همه گاه در جمع دوستان حاضر می‌شد و حتی ویولن می‌نواخت.

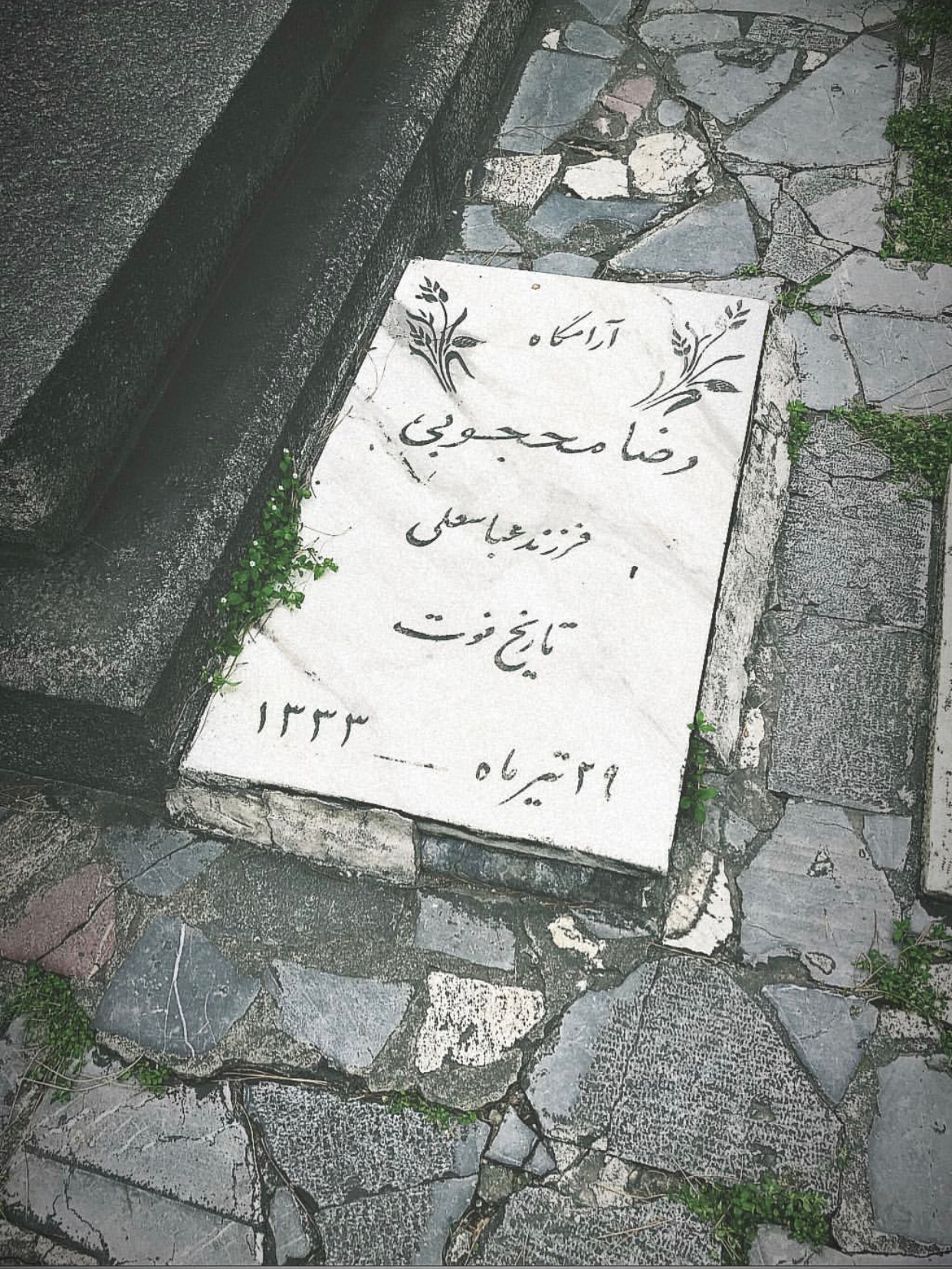
مزار رضا محجوبی در گورستان ظهیرالدوله

### درگذشت
رضا محجوبی در ۲۹ تیر ۱۳۳۳ در سن ۵۶ سالگی درگذشت و در قبرستان ظهیرالدوله خاکسپاری شد.
اثر کاروان با آهنگسازی مرتضی محجوبی برادر رضا، و صدای بنان در سال ۱۳۳۳ و به یاد رضا اجرا شده‌است.

## شاگردان
از شاگردان مشهور او روح‌الله خالقی و نیز مجید وفادار (آفریننده ترانه‌های: مرا ببوس، گلنار، زهره، گل اومد بهار اومد، شمع شبانه) بودند.

## آثار
از او چندین چهارمضراب، پیش‌درآمد و تصنیف در ابوعطا و دشتی به جا مانده‌است. ساخته‌های او بیش‌تر در سبک درویش‌خان است.
از پیش‌درآمدهای معروف او «پیش درآمد اصفهان» است؛ که فرهاد فخرالدینی آن را به زیبایی برای مجموعهٔ تلویزیونی «کیف انگلیسی» تنظیم کرده‌است.